# Maillé (Vendée)
Pour les articles homonymes, voir Maillé.
Maillé est une commune française située dans le département de la Vendée, en région Pays de la Loire.

## Géographie
Le territoire municipal de Maillé s’étend sur 1 768 hectares. L’altitude moyenne de la commune est de 3 mètres, avec des niveaux fluctuant entre 1 et 13 mètres,.
Maillé, du nom d'homme Mallius, est un port situé à la pointe méridionale de l'île de Maillezais, au confluent de la Sèvre niortaise et des deux Autises, dans le golfe des Pictons, en plein cœur du marais poitevin.

### Communes limitrophes
| Doix lès Fontaines         | Maillezais                   |        |
| Vix                        | Maillé                       | Damvix |
| Taugon (Charente-Maritime) | La Ronde (Charente-Maritime) |        |

### Hydrographie
La Sèvre niortaise qui traverse la commune est également le point de jonction avec le canal de la jeune Autise.

### Climat
Pour des articles plus généraux, voir Climat des Pays de la Loire et Climat de la Vendée.
En 2010, le climat de la commune est de type climat océanique franc, selon une étude du CNRS s'appuyant sur une série de données couvrant la période 1971-2000. En 2020, Météo-France publie une typologie des climats de la France métropolitaine dans laquelle la commune est exposée à un climat océanique et est dans une zone de transition entre les régions climatiques « Poitou-Charentes » et « Littoral charentais et aquitain ». 
Pour la période 1971-2000, la température annuelle moyenne est de 12,2 °C, avec une amplitude thermique annuelle de 14,3 °C. Le cumul annuel moyen de précipitations est de 772 mm, avec 12 jours de précipitations en janvier et 6,3 jours en juillet. Pour la période 1991-2020, la température moyenne annuelle observée sur la station météorologique de Météo-France la plus proche, sur la commune de Marans à 16 km à vol d'oiseau, est de 13,2 °C et le cumul annuel moyen de précipitations est de 739,6 mm,. Pour l'avenir, les paramètres climatiques de la commune estimés pour 2050 selon différents scénarios d'émission de gaz à effet de serre sont consultables sur un site dédié publié par Météo-France en novembre 2022.

## Urbanisme

### Typologie
Au 1er janvier 2024, Maillé est catégorisée commune rurale à habitat dispersé, selon la nouvelle grille communale de densité à sept niveaux définie par l'Insee en 2022.
Elle est située hors unité urbaine. Par ailleurs la commune fait partie de l'aire d'attraction de Fontenay-le-Comte, dont elle est une commune de la couronne,. Cette aire, qui regroupe 30 communes, est catégorisée dans les aires de moins de 50 000 habitants,.

### Occupation des sols
L'occupation des sols de la commune, telle qu'elle ressort de la base de données européenne d’occupation biophysique des sols Corine Land Cover (CLC), est marquée par l'importance des territoires agricoles (94,4 % en 2018), en diminution par rapport à 1990 (95,4 %). La répartition détaillée en 2018 est la suivante : 
terres arables (52,7 %), prairies (33 %), zones agricoles hétérogènes (8,7 %), zones urbanisées (5,6 %). L'évolution de l’occupation des sols de la commune et de ses infrastructures peut être observée sur les différentes représentations cartographiques du territoire : la carte de Cassini (XVIIIe siècle), la carte d'état-major (1820-1866) et les cartes ou photos aériennes de l'IGN pour la période actuelle (1950 à aujourd'hui).

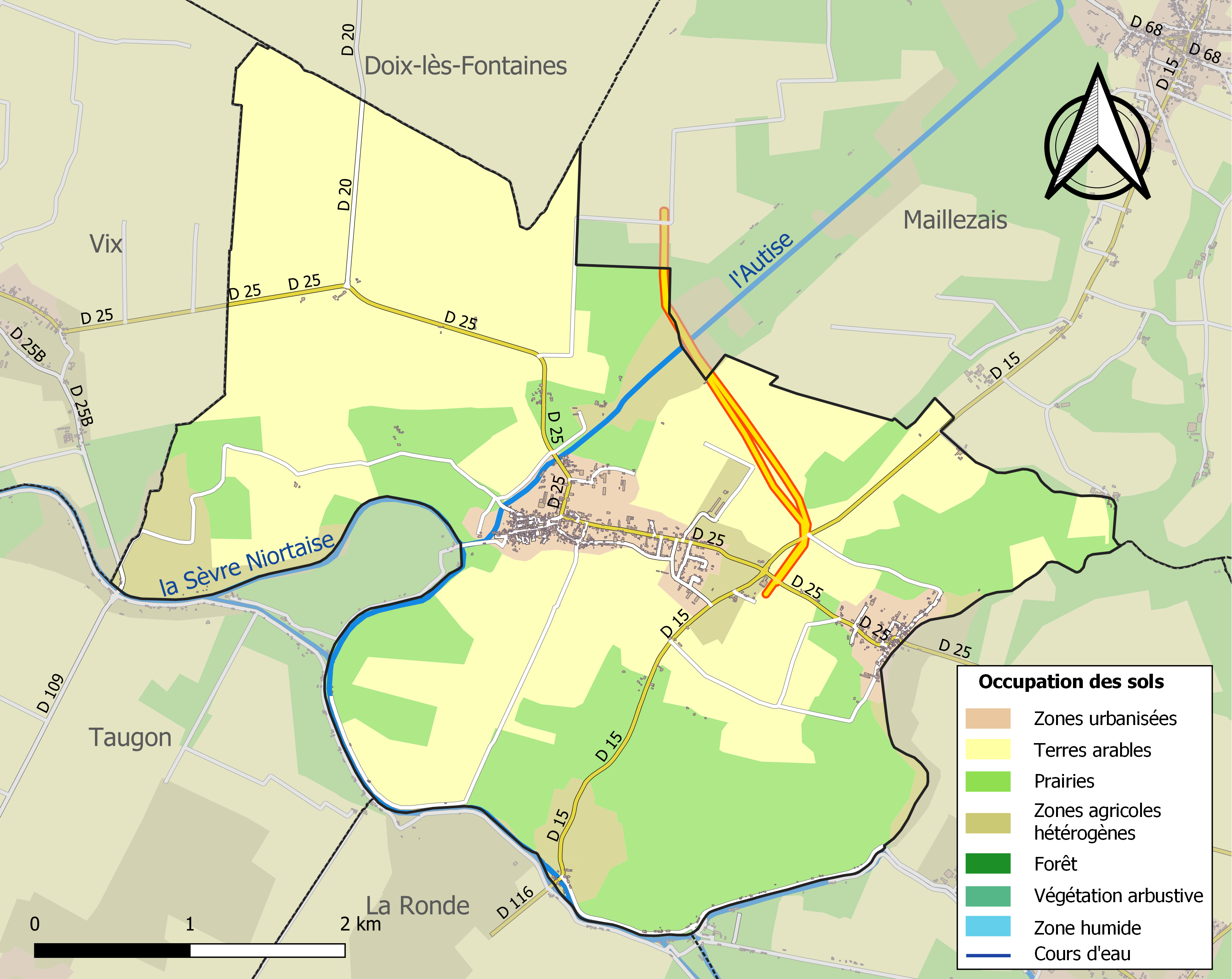
Carte des infrastructures et de l'occupation des sols de la commune en 2018 (CLC).

## Histoire
Le peuple des Pictons, ou Pictaves, vécut sur les bords du golfe plus de cinq-cents ans avant la colonisation romaine de cette partie de la Gaule.
La légende raconte que vers 540, Pient, évêque de Poitiers en visite dans son diocèse fut surpris par une tempête. Ayant réussi à apaiser les flots, il fit le vœu d'élever une église à l'endroit où sa barque échoua. Le site sur lequel le sanctuaire a été construit, près du port de la Pichonnière, porte encore le nom de Bas-de-la-Chapelle. Plusieurs chartes du XIIe siècle témoignent de l'importance du port de Maillé par où transitaient les chargements de sel.
Au XVIIe siècle, Théodore Agrippa d'Aubigné édifie le fort du Dognon sur un îlot rocheux en plein marais d'où il contrôle la Sèvre.
Il écrivit et imprima plusieurs de ses œuvres dans cette forteresse dont Les Tragiques et son Histoire universelle.
La Révolution donna son martyr à la commune, en la personne du curé Joseph Herbert, guillotiné à La Rochelle en 1793. Plus tard, nombreux furent les maraîchins qui se réfugièrent en insoumis dans les roselières, pour échapper aux interminables guerres napoléoniennes.

## Économie
L'économie agraire basée autrefois sur l'élevage et la polyculture a évolué pour faire place à une agriculture moderne entraînant une modification paysagère importante. L'industrie du bois de peuplier y a trouvé une place avec la fabrication d'emballages légers, et récemment un atelier de mécanique générale est venu renforcer un artisanat prospère et de qualité.
En revanche, le commerce s'est effondré avec la démographie, ce qui a orienté le choix de la municipalité vers un tourisme fluvial grâce à sa flottille de « Capucines » et vers d'autres équipements de loisirs.

### Liste des maires

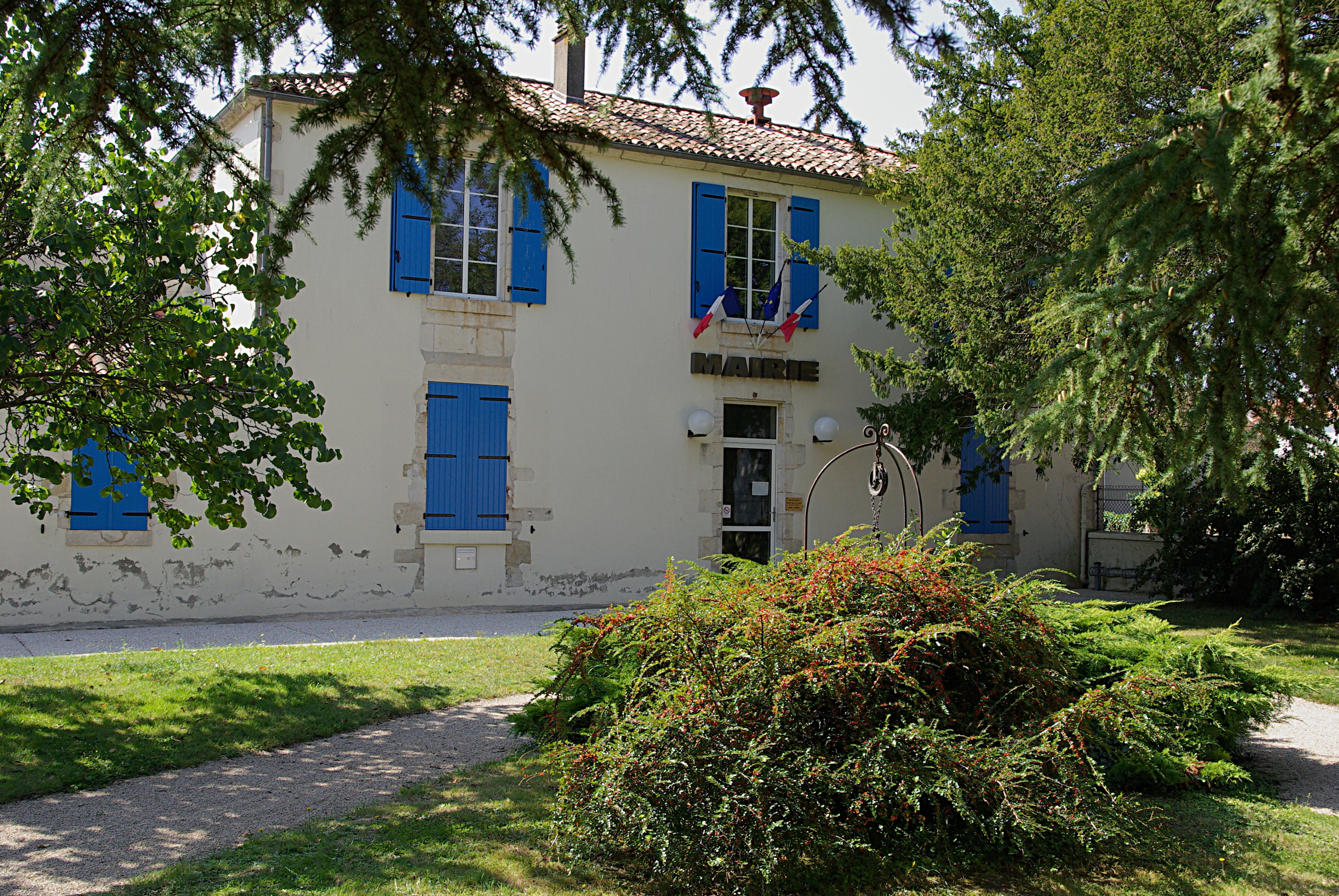
La mairie.

## Population et société

### Démographie

#### Évolution démographique
L'évolution du nombre d'habitants est connue à travers les recensements de la population effectués dans la commune depuis 1793. Pour les communes de moins de 10 000 habitants, une enquête de recensement portant sur toute la population est réalisée tous les cinq ans, les populations de référence des années intermédiaires étant quant à elles estimées par interpolation ou extrapolation. Pour la commune, le premier recensement exhaustif entrant dans le cadre du nouveau dispositif a été réalisé en 2004.

En 2022, la commune comptait 757 habitants, en évolution de −1,05 % par rapport à 2016 (Vendée : +5,33 %, France hors Mayotte : +2,11 %).
| 1793 | 1800 | 1806 | 1821 | 1831  | 1836  | 1841  | 1846  | 1851  |
| ---- | ---- | ---- | ---- | ----- | ----- | ----- | ----- | ----- |
| 702  | 548  | 547  | 996  | 1 055 | 1 089 | 1 123 | 1 270 | 1 271 |

| 1856  | 1861  | 1866  | 1872  | 1876  | 1881  | 1886  | 1891  | 1896  |
| ----- | ----- | ----- | ----- | ----- | ----- | ----- | ----- | ----- |
| 1 280 | 1 317 | 1 361 | 1 336 | 1 383 | 1 424 | 1 378 | 1 352 | 1 306 |

| 1901  | 1906  | 1911  | 1921 | 1926 | 1931 | 1936 | 1946 | 1954 |
| ----- | ----- | ----- | ---- | ---- | ---- | ---- | ---- | ---- |
| 1 294 | 1 242 | 1 148 | 992  | 964  | 930  | 875  | 873  | 897  |

| 1962 | 1968 | 1975 | 1982 | 1990 | 1999 | 2004 | 2006 | 2009 |
| ---- | ---- | ---- | ---- | ---- | ---- | ---- | ---- | ---- |
| 910  | 853  | 779  | 748  | 734  | 689  | 730  | 757  | 770  |

| 2014 | 2019 | 2022 | - | - | - | - | - | - |
| ---- | ---- | ---- | - | - | - | - | - | - |
| 763  | 749  | 757  | - | - | - | - | - | - |

#### Pyramide des âges
En 2018, le taux de personnes d'un âge inférieur à 30 ans s'élève à 26,8 %, soit en dessous de la moyenne départementale (31,6 %). À l'inverse, le taux de personnes d'âge supérieur à 60 ans est de 34,8 % la même année, alors qu'il est de 31,0 % au niveau départemental.
En 2018, la commune comptait 378 hommes pour 376 femmes, soit un taux de 50,13 % d'hommes, légèrement supérieur au taux départemental (48,84 %).
Les pyramides des âges de la commune et du département s'établissent comme suit.
| Hommes | Classe d’âge | Femmes |
| ------ | ------------ | ------ |
| 2,2    | 90 ou +      | 2,7    |
| 10,2   | 75-89 ans    | 14,8   |
| 21,8   | 60-74 ans    | 18,0   |
| 19,9   | 45-59 ans    | 19,8   |
| 17,3   | 30-44 ans    | 19,8   |
| 10,6   | 15-29 ans    | 7,5    |
| 18,1   | 0-14 ans     | 17,4   |

| Hommes | Classe d’âge | Femmes |
| ------ | ------------ | ------ |
| 0,8    | 90 ou +      | 2,2    |
| 8,7    | 75-89 ans    | 11,1   |
| 20,3   | 60-74 ans    | 21,3   |
| 20     | 45-59 ans    | 19,4   |
| 17,5   | 30-44 ans    | 16,8   |
| 15     | 15-29 ans    | 13,2   |
| 17,7   | 0-14 ans     | 16,1   |

## Lieux et monuments

### Église Notre-Dame-de-l'Assomption
À façade occidentale romane, elle est dotée d'un portail à archivolte avec quatre voussures en arcs brisés décorées de sculptures très élaborées (dresseurs d'ours, acrobates, musiciens...), de colonnes à chapiteaux sculptés, d'un chœur du XVe siècle et d'une chaire.
Le reste de l'édifice est néo-classique. La partie romane de la façade occidentale a été classée par les Monuments historiques par un arrêté du 5 décembre 1988.
Le reste de la façade était inscrit aux Monuments historiques depuis le 26 décembre 1927.

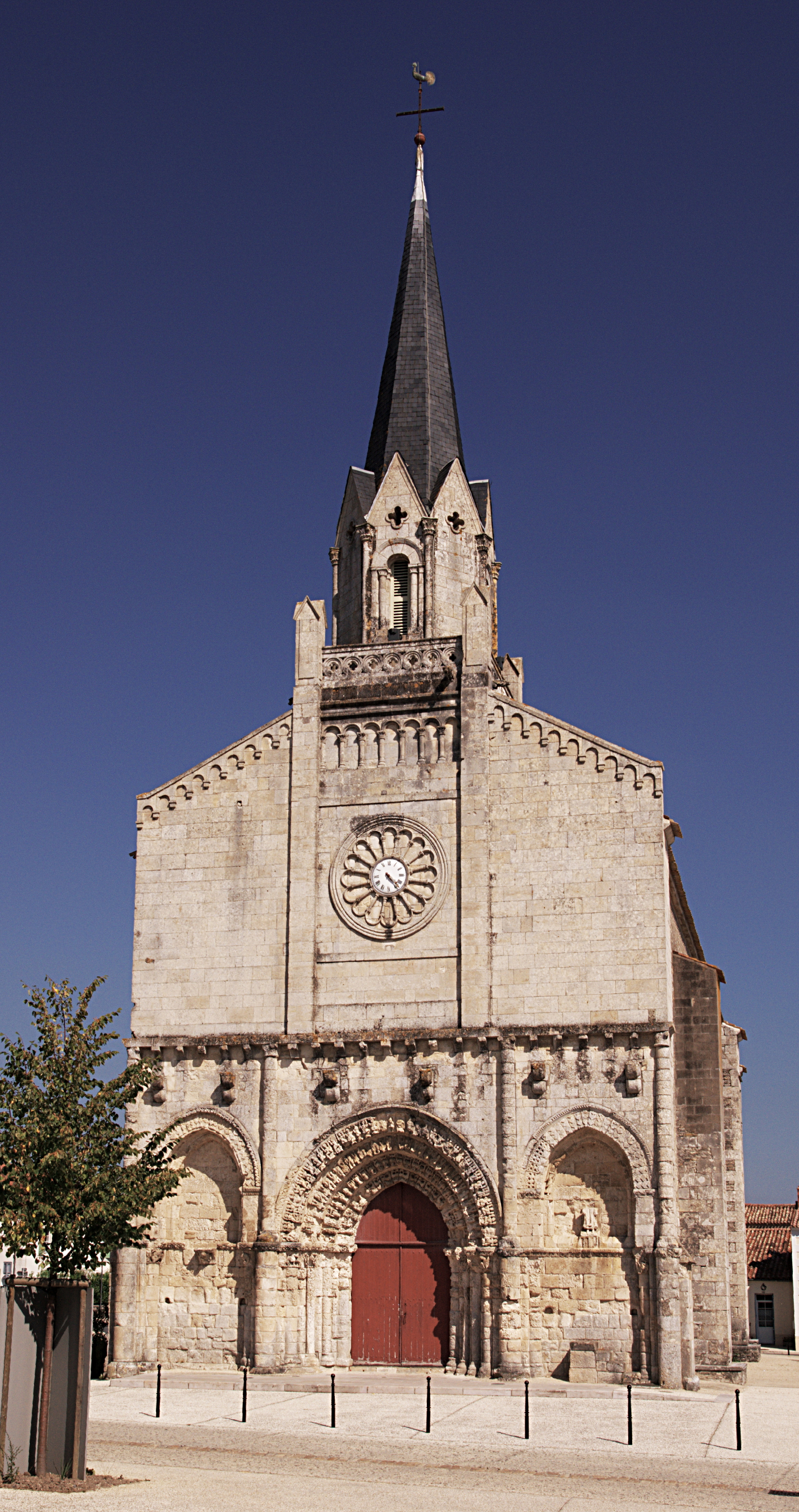
Église Notre-Dame-de-l'Assomption.
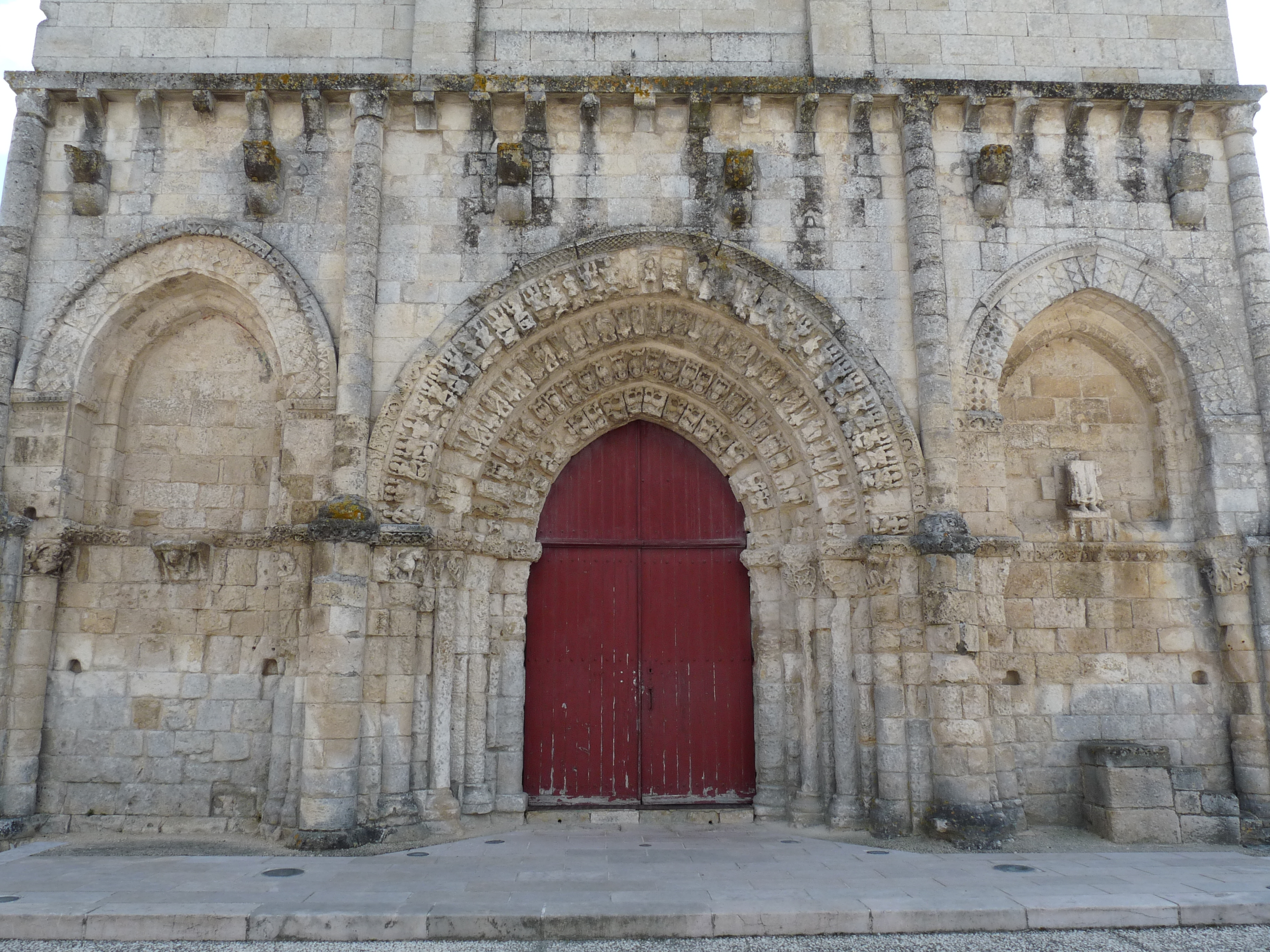
Le portail.
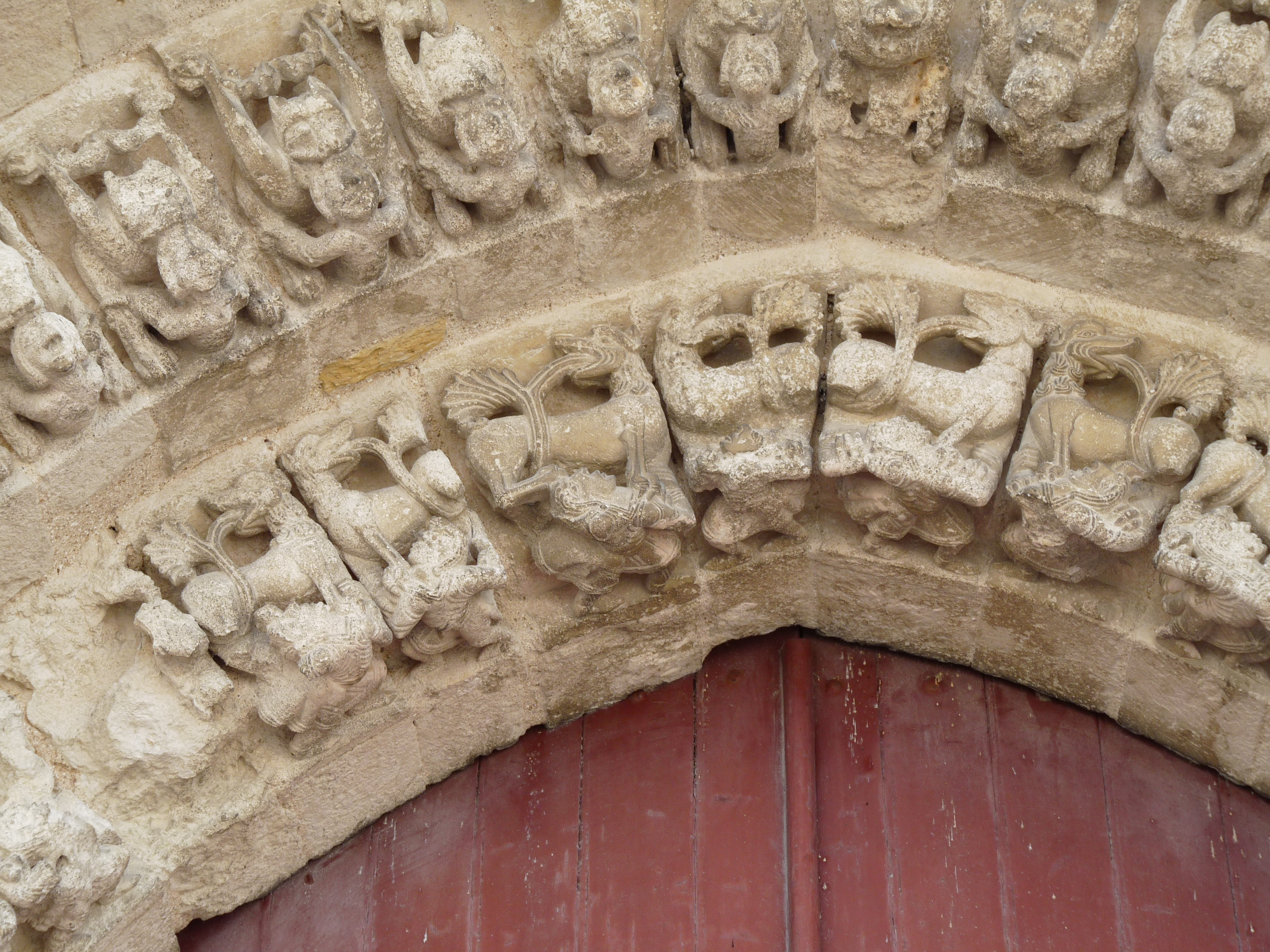
Les voussures décorées.

### Aqueduc sur pilotis
46° 20′ 56″ N, 0° 47′ 08″ O
Il permet à deux canaux – celui de Vix et celui de la Jeune Autise – de se croiser sans que leurs eaux ne se mélangent, ceci afin de séparer les eaux du marais desséché de celles du marais mouillé. Il s'agit donc d'un aqueduc souterrain à trois conduits en pierre de taille.
Construit en 1664, il a été rénové en 1749 à la suite d'un éboulement. Une plaque scellée indique la reconstruction, sur le jambage nord-ouest. On peut y lire en vieux français : « ANS LAN 1749 EST REBATIE LA CADUC DU TAN DE MoS ... ».
Le terme sur pilotis est dû à la technique de construction employée qui consiste à enfoncer des pieux de bois dans un sol instable sur lesquels reposeront des traverses de bois et l'ouvrage maçonné. Cette technique a notamment été utilisée pour l'édification de la corderie royale et pour la cité de Brouage en Charente-Maritime.
Un deuxième aqueduc a été construit en 1950, dans le prolongement du premier. Il est constitué de deux conduits en béton.
Des travaux (courant 2009) visent à rénover l'ensemble de ces ouvrages.

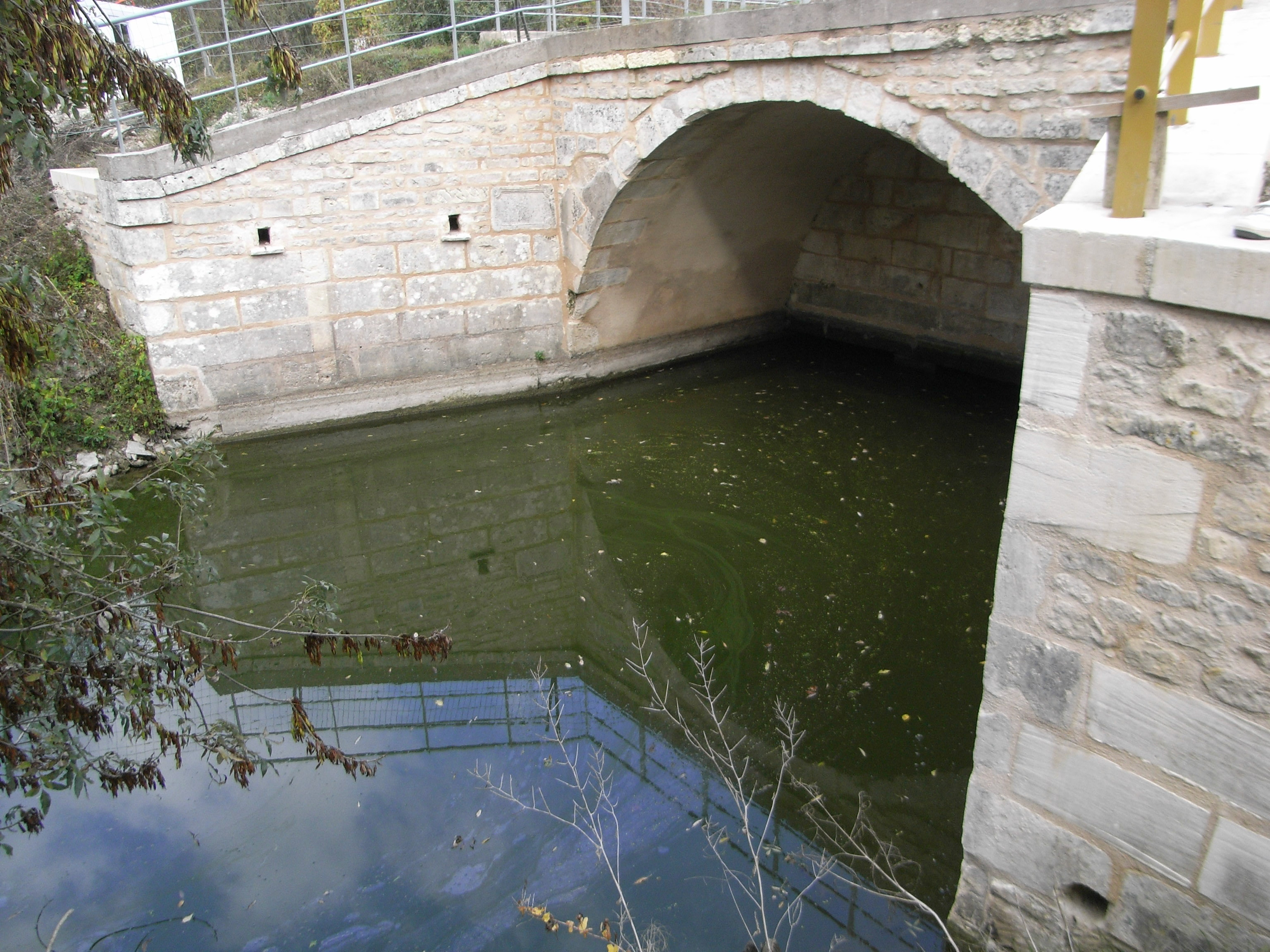
L'aqueduc.
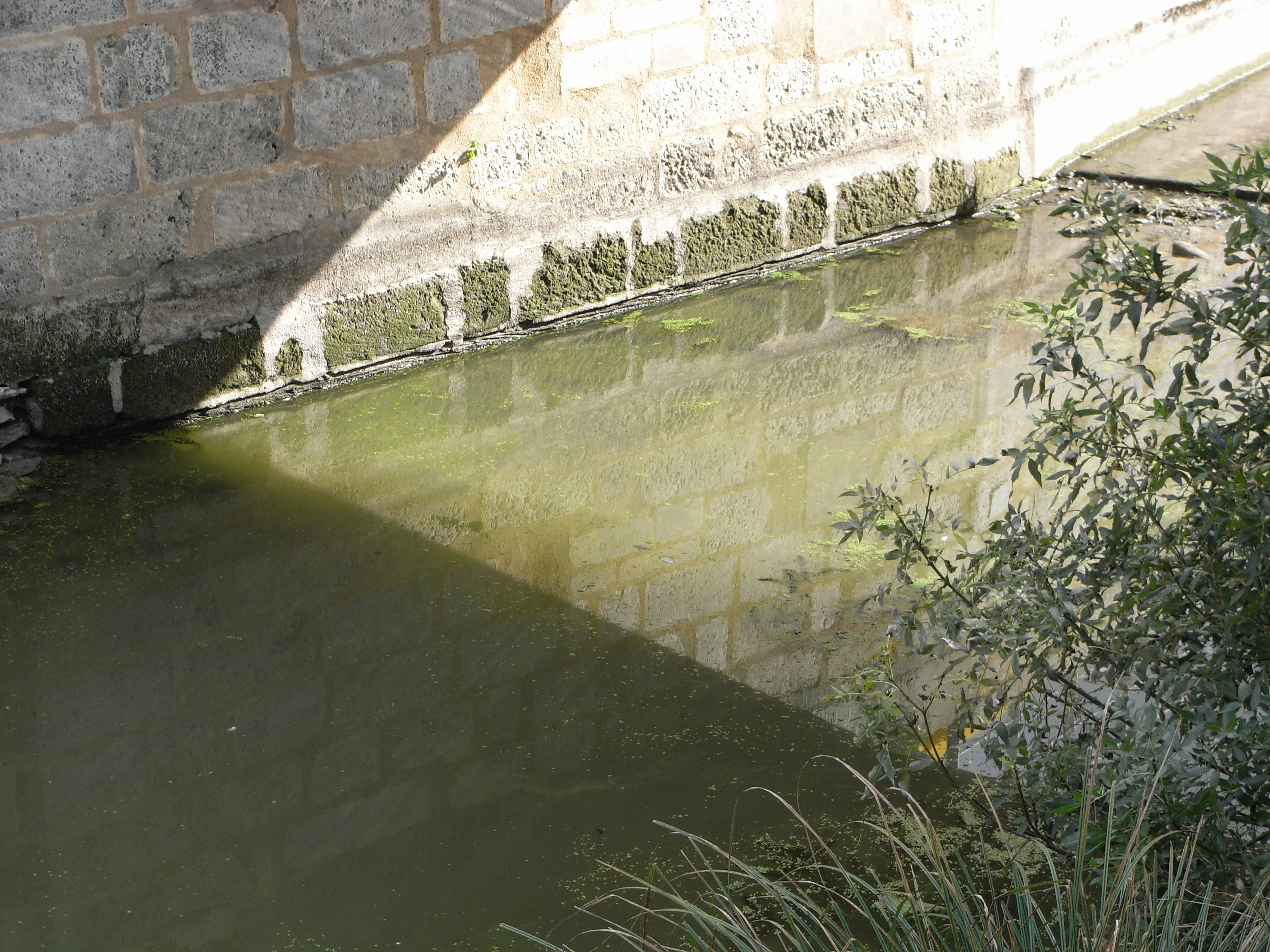
Détail des pieux de chênes (près de l'eau).
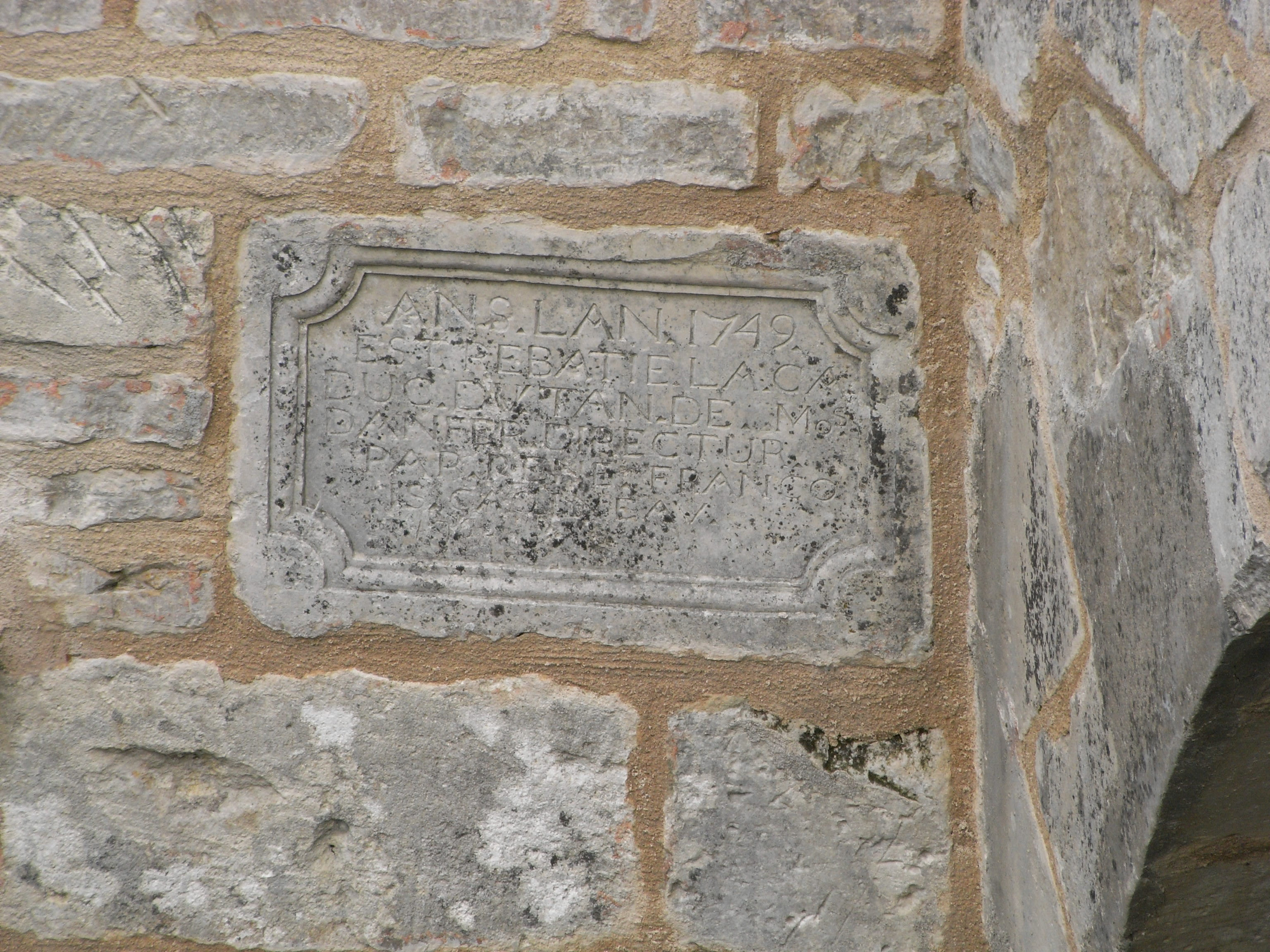
Plaque commémorative datant la reconstruction.

### Moulin de la Pichonnière
Ce moulin à vent de type tour a été récemment restauré.

### Fontaine rouillée
46° 20′ 44″ N, 0° 46′ 57″ O
Il s'agit d'une fontaine recouverte d'un dôme de pierre.
- 46.345446, -0.782492 (+46° 20' 43.61"; -0° 46' 56.97")

## Personnalités liées à la commune
- Jean René Constant Quoy (1790-1869), chirurgien de marine, zoologiste et circumnavigateur, y est né.
- François-Xavier Loizeau (1939-), évêque de Digne, y est né.

### Photos

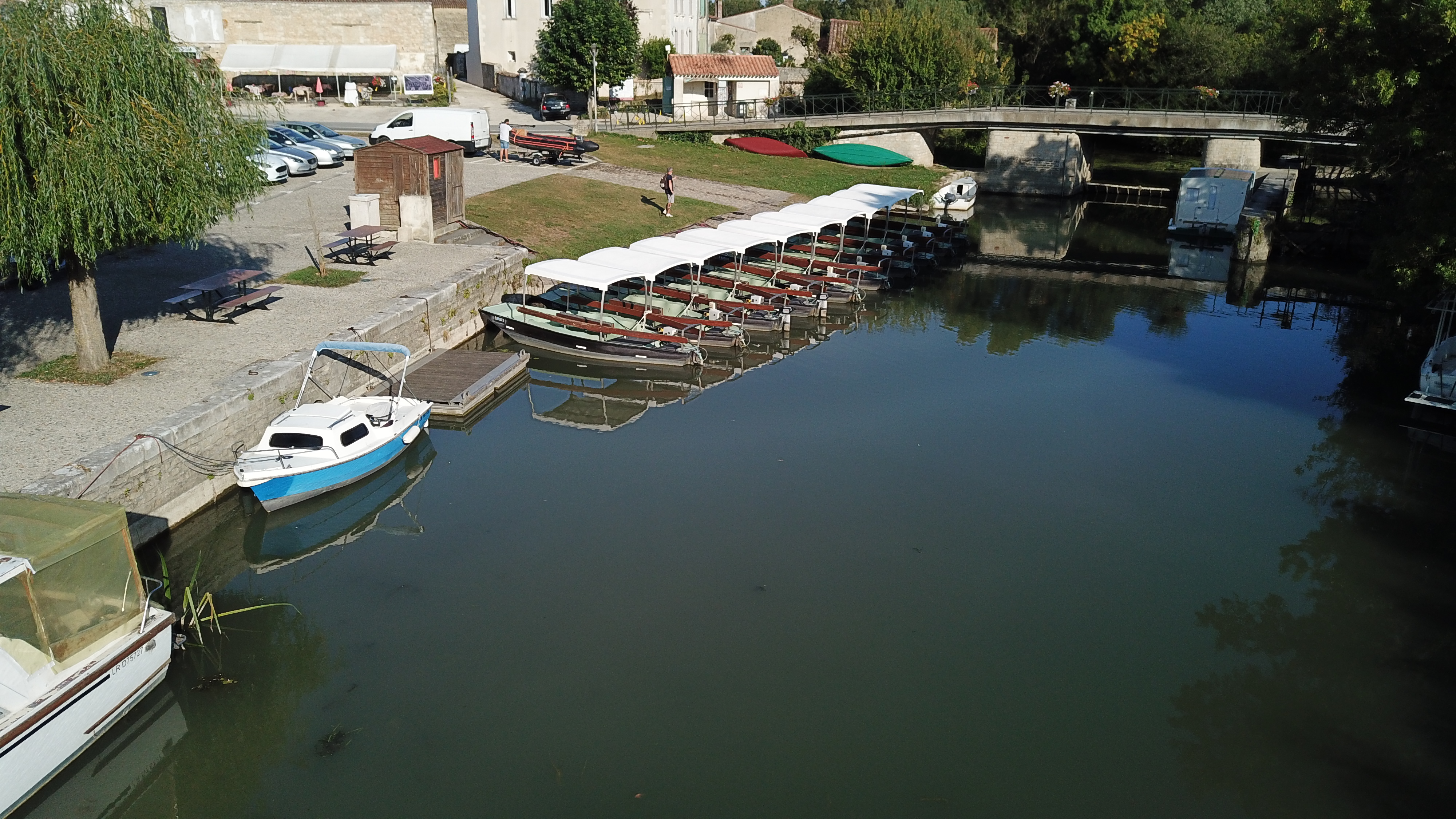
Le Port vue du ciel

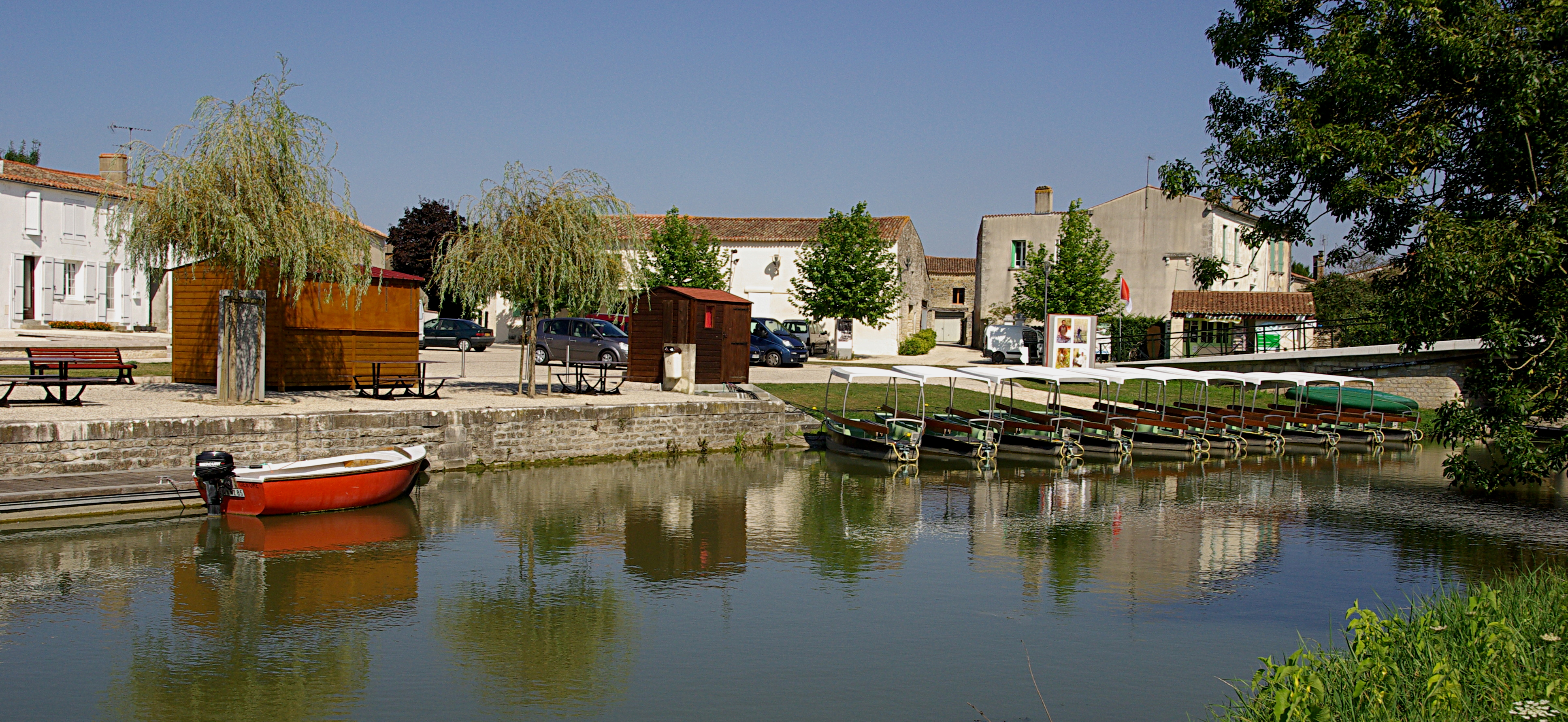
Le port
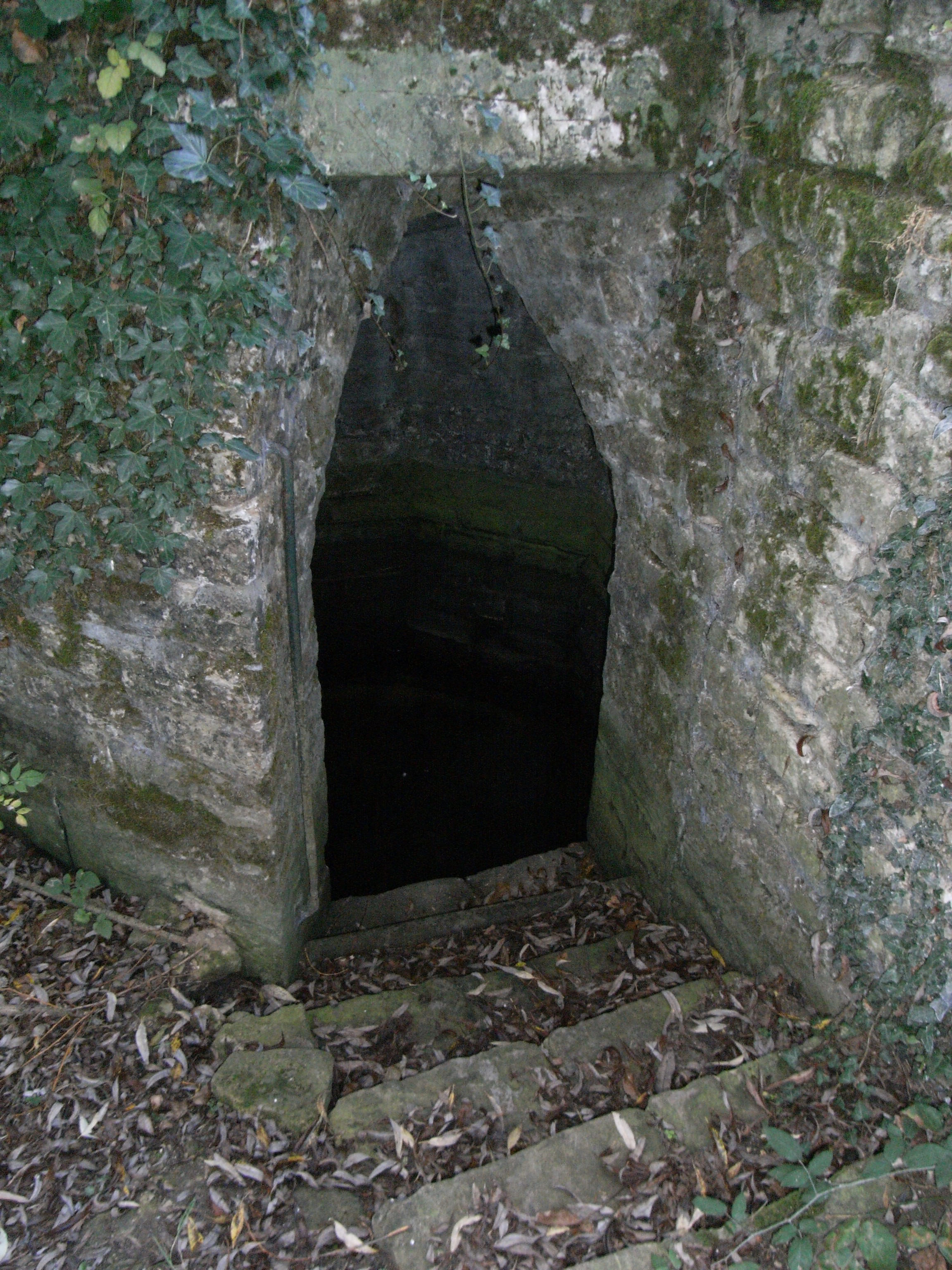
La fontaine rouillée